# エンタミクス
『エンタミクス』は、KADOKAWAが発行している総合エンターテイメント誌である。ブランドはエンターブレイン。2004年に『ファミ通』の姉妹誌として創刊された『オトナファミ』を前身としている。
『オトナファミ』の当初は年1回ペースの不定期刊だったが、2006年7月発売号より季刊、2007年6月発売号より隔月刊（原則偶数月に発行）、そして2010年11月発売号より月刊誌になった（毎月20日発売）。2014年3月20日発売の5月号から誌名を『エンタミクス』へ変更。
2017年3月20日発売の5月号をもって月刊誌としての発行を休止することを同号で告知、以後は増刊などの形での不定期刊行になるとしている。

## 概要
ゲームに特化したファミ通本誌と違い、俳優のインタビューや映画特集などバラエティ面のさらなる充実が図られており、「インドアエンタメ総合誌」を謳う。また、ゲーム記事では1980年代から1990年代にかけてのレトロゲームの特集が組まれるなど、年上の世代をターゲットとしている。
創刊号のキャッチコピーは「遊びの時間を取り戻せ」、「あの頃ぼくらはロトの勇者だった」。

## 連載・企画
エンタべーしっ君
荒井清和による4コマ漫画。『オトナファミ』時代のタイトルは「オトナべーしっ君」。かつてファミ通本誌に連載していた「べーしっ君」がちょっぴり大人になって帰ってきたというスタンス。
どーなの？○ドラマ
2012年5月号からスタートし、改編期直後に掲載。○には各時期のクール（例：2012年5月号の場合は「どーなの？春ドラマ」）が入る。そのクールに放送されるドラマを全て紹介し、うち数作品をピックアップして主演俳優へのインタビューが掲載される。
初恋エンタ
俳優やアイドルなどが、最新作のインタビューと共に、初めて熱狂した漫画やゲームの作品を紹介する。
定番ヒストリー・工場見学
人気の定番商品の製造工程や変遷を掘り下げる企画。内容はほぼ同じだが、前者の方がページ数が多い。
カジュアルフードランキング
2011年から毎年5月号に掲載。「ハンバーガー」・「アイス」・「カップ麺」・「チョコレート」・「スナック菓子」・「コンビニスイーツ」・「ドリンク」の7部門で、前年一年間に発売された新商品の中で美味しかったものを読者投票で募る。
各年1位
2010年（2011年5月号）
- ハンバーガー部門：日本マクドナルド「テキサスバーガー」
- アイス部門：赤城乳業「ガリガリ君 梨」
- カップ麺部門：日清食品「一風堂×蒙古タンメン中本 黒辛味噌豚骨」
- チョコレート部門：明治製菓「ガルボボール」
- スナック菓子部門：カルビー「Jagabee バターしょうゆ味」
- コンビニスイーツ部門：ローソン「Uchi Cafe SWEETS プレミアムチョコロールケーキ」
- ドリンク部門：キリンビバレッジ「午後の紅茶 エスプレッソティー」

2011年（2012年5月号）
- ハンバーガー部門：日本ケンタッキー・フライド・チキン「醤だれチキンサンド」
- アイス部門：ハーゲンダッツ「クレープグラッセ キャラメル＆クッキークランチ」
- カップ麺部門：日清食品「日清 太麺堂々 魚介豚骨醤油」
- チョコレート部門：江崎グリコ「アーモンドピーク」
- スナック菓子部門：カルビー「堅あげポテト コンソメ」
- コンビニスイーツ部門：セブン-イレブン「口どけなめらか 濃厚フロマージュ」
- ドリンク部門：キリンビバレッジ「世界のKitchenから ソルティ・ライチ」

2012年（2013年5月号
- ハンバーガー部門：モスバーガー「とびきりハンバーグサンド 厚切りベーコン」
- アイス部門：森永乳業「MOW クリーミーチーズ」
- カップ麺部門：明星食品「究麺 甘コクソース焼きそば」
- チョコレート部門：ロッテ「極上比率 生ショコラブッセ〈カカオ〉」
- スナック菓子部門：東ハト「あみじゃが うましお味」
- コンビニスイーツ部門：ローソン「Uchi Cafe SWEETS あんこや 純生クリーム大福」
- ドリンク部門：キリンビバレッジ「世界のKitchenから 真っ赤な果実のビタミーナ」